# George Roy Hill
George Roy Hill (n. 20 decembrie 1921, Minneapolis, Minnesota – d. 27 decembrie 2002, New York City) a fost un regizor american.

## Biografie
Hill a început să studieze muzică la Universitatea Yale, însă din cauza izbucnirii celui de al doilea război mondial a trebuit să întrerupă studiul. Ulterior și-a continuat studiul în Dublin, unde descoperă înclinația lui spre teatru. După doi ani se reîntoarce în SUA, unde are un mare succes la teatrul Off-Broadway.  Între anii 1950-1953, Hill este din nou soldat la marina militară americană în războiul din Coreea. Ulterior el lucrează ca autor, asistent regizor și regizor de filme. Printre filmele sale premiate se numără  A Night to Remember din 1958, Period of adjustment din 1962 sau Butch Cassidy and the Sundance Kid produs în anul 1969. Pentru filmul The Sting, i se decernează în anul 1974 premiul Oscar.

## Filmografie
- 1962 (Period of Adjustment)
- 1963 (Toys in the Attic)
- 1964 (The World of Henry Orient)
- 1966 Hawaii
- 1967 (Thoroughly Modern Millie)
- 1969 Butch Cassidy și Sundance Kid (Butch Cassidy and the Sundance Kid)
- 1972 Abatorul cinci (Slaughterhouse-Five)
- 1973 Cacealmaua - The Sting
- 1975 (The Great Waldo Pepper)
- 1977 (Slap Shot)
- 1979 Mica romanță (A Little Romance)
- 1982 (The World According to Garp)
- 1984 (The Little Drummer Girl)
- 1988 Funny Farm